# ワールド・ティーチャー -異世界式教育エージェント-
『ワールド・ティーチャー -異世界式教育エージェント-』（ワールド・ティーチャー いせかいしききょういくエージェント）は、ネコ光一による日本のライトノベル。「小説家になろう」にて2014年6月より連載されており、書籍版はオーバーラップ文庫（オーバーラップ）より2015年9月から2022年9月まで刊行された。イラストはNardackが担当。
第2回オーバーラップWEB小説大賞では金賞受賞。2024年5月時点で電子版を含めたシリーズ累計部数は130万部を突破している。
メディアミックスとして、吉乃そら作画によるコミカライズ版がウェブコミック配信サイト『コミックガルド（旧オーバーラップComicONLINE）』にて2016年9月より連載開始され、アプリ『コミックガルド＋』の提供開始と共に最新話はこちらで掲載されている。

## あらすじ
シリウス・ティーチャーは、仲間のために命を落とし、異世界に転生してしまった元世界最強のエージェントである。彼は、前世で果たせなかった『後継者育成』を目標とし、引き継がれた知識と経験をもとに、師匠としても男としても出逢った人々の生き方に大きな影響を与えていく。

## 登場人物

### 主要人物
シリウス・ティーチャー
適正属性：無属性
かつて最強のエージェントとして活動をし、何人もの弟子を育てていたが、彼の存在を疎ましく思う者たちの策略で達成困難な任務に就かされ、任務を達成するも命を落としてしまう。
その後異世界で赤ん坊として転生して目覚めるが、生前の記憶を有しており、師匠から教わっていた『生誕からの地獄トレーニング』を実践することでありえない速度で成長していった。
性格は温厚で、家族や弟子をなにより大切にしている。普段は些細な事では決して怒ることはないが家族や弟子に危害が及ぶ時は激昂し、相手に生まれて来たことを後悔させるほど冷徹な一面も持っている。教育者となることを目指しており、見分を広めるために世界を旅することが夢である。
赤ん坊の頃に無属性であることが判明し従者たちから憐れまれる。その後、エリナが水魔病に侵され、特効薬の材料を集める際にゴブリンと戦闘し、その時魔法はイメージが大切であることを知り、更に幼い頃から体だけではなく魔力も鍛えていたことにより無属性ながらに他を凌ぐほどの力を手に入れ、信頼している従者たちに自分の成長の秘密を限定的に明かすことで理解を得られる。
その後、自ら開発した魔法である『エアステップ』を駆使して隣のアドロード大陸に渡り、暴漢に襲われそうになっていたエルフのフィアを救い愛人予約されたり、山籠もりして隠居していたライオルと出会いライバル関係になったりと、様々な経験を経て成長していた。
ある日、魔物の群れに襲われていたエミリアとレウスを救い屋敷に連れて帰る。そして2人を弟子として迎え、師匠として、親として接し育てる。
学校入学後はエミリア達が暮らす学生寮ではなく嫌がらせで充てられた廃屋を改修し『ダイア荘』と名付け暮らす。そしてエミリアを通じてリースと出会い、彼女の問題の解決を手助けする。その後、弟子に志願した彼女を受け入れ、弟子との修行や魔法の研究等で充実した日々を送る。卒業試験ではロードヴェルと本気の魔法決闘を全生徒の前で繰り広げ、『無属性』や魔法の新しい可能性を見せつけた。その決闘後には、リーフェルから近衛としてスカウトされ、エリュシオンの国章が入った近衛騎士のマント（シリウス曰く『予約マント』）を授かり、卒業までの間に自主的に魔法の指導を後輩たちに行う。その後、学校初の『無属性』最優秀生として卒業式で表彰され、惜しまれながらも卒業していった。
学校卒業後は、偶然立ち寄った幻想的な泉で生前飼っていた犬の転生体である『百狼』と出会い、ホクトと名付け仲間にしたり、ノエルたちが経営する『エリナ食堂』に訪れ、再会を喜んだ。
戦闘時には並列思考という技能を使用する。これは、脳の思考中枢を仮想的に複数に分け同時に運営し、超速度の思考で物事を同時に考え、あらゆる状況に合わせた行動を起こすことができる。シリウスには三つのスイッチがあり、
```
一つ：通常時。休日の父親の様に弟子達に接し、朗らかに笑い好奇心の赴くまま行動する子供の様な自分。
二つ：戦闘時。
並列思考
を含め自身の能力を最大限に駆使し、冷酷に相手と戦うエージェント時代の自分。
三つ：ブチ切れた状態。第三者の視点で物事を冷静に観察する
並列思考
から生み出された
私
。
本人格が全体を統括し、意思の無い
並列思考
が補助し、
私
が第三者の視点から全体を把握する状態。
```

恋愛に関しては懐は深く、複数の恋人がいても平等に愛を注ぐことができる。
エミリアの好意には当然気付いており、自分もまた彼女に惹かれていたが、エミリアが自分に逃げ出さないよう彼女がトラウマを克服するまでその想いに応えずにいた。そしてエミリアが自ら親や仲間の敵を討ちトラウマを克服したことで彼女の想いを受け入れ結ばれる。
リースに関してはエミリアと違い、普通に恋をしてくれたリースに対して、焦らず自分のペースで恋を育む考えであり、奥手な彼女を暖かく見守っていた。ガラフでフィアと再会した晩に、フィアに背中を押され部屋を訪れたリースと結ばれ恋人になる。
フィアとは、子供の頃に暴漢から救ったことで知り合い、短い間ではあったがフィアのため人に惹かれていた。そのため、フィアの愛人予約を受け入れ、再会を約束して別れた。その後ガラフで再会し、変わらぬ気持ちを確認し合い恋人となった。
エミリア・シルバリオン
適正属性：風属性
本作のヒロインの一人。銀色に輝く狼の耳と尻尾を持つ、銀狼族の女の子。主人であるシリウスを何より大切に想っており、普段は冷静沈着だがシリウスが絡むと感情を抑えられない一面を持っている。
6歳の時に故郷の集落を魔物の群れに襲われ同族と両親を失う。両親のお陰でレウスと共に生き延びることができたが、人族の大人に騙され姉弟で奴隷にされてしまう。その後奴隷商人の輸送隊が魔物の群れに襲われた際に逃げ出すが自分たちも魔物に追い詰められていた所をシリウスによって救われる。
当初は両親の死や奴隷生活によって精神が擦り減り、心が壊れる寸前まで追い詰められていたが、シリウスの優しさと言葉によって救われ、シリウスに憧れを抱くようになる。その後のレウスの家出騒動を治めたことでシリウスに心底惚れ、後日レウスと共に【銀月の誓い】を行い永遠の忠誠を誓う。
以後はシリウス専属の完璧な従者となるためエリナの師事を仰ぎ、厳しくも充実した日々を過ごす。教わった従者の仕事の中には夜の世話も含まれており、シリウスの欲求を満たすための自分磨きも怠らず、いつでもシリウスの欲求に応えられるようにしているが、シリウスが中々手を出してくれないため、自分に魅力が足りていないのではないかと気にしている。
エリナから託された役目の一つに、シリウスの力目当てに近付く者を見極めるというものがあり、邪な目的から近付く相手には『完璧な笑み』をもって撃退している。ただし、好意をもって近付く者に対してはシリウスの魅力なら当然と考えている。
学校でルームメイトのリースとは出会ってすぐに友人となり、彼女が思い悩んでいる時にシリウスを紹介した。リースがシリウスに惚れていることに気づいた時に彼女の背中を押したりと懐の大きさを見せると共に、シリウスなら例え何人であろうと平等に愛してくれるという信頼を持っている。
アドロード大陸の壊滅した故郷で、トラウマとなっている親と仲間の敵であるダイナローディアと対峙した時は、心の傷の深さから正気を保てなくなり、何もできずにいた所をシリウスに突き放され一時は絶望するが、シリウスの真意を理解し立ち上がりダイナローディアに立ち向かう。そしてレウスやガーヴ、リースと共に戦い、新たに生み出した魔法【抜刀・風刃】を放ち致命打を与え自身のトラウマを克服する。
その晩、目覚めた時シリウスに幾度目かによる告白をし、それを受け入れてくれたシリウスと結ばれ恋人（本人は従者と言い張るが）となる。
普段は冷静だが、シリウスに対しては事ある毎に行き過ぎた愛情表現を行ってはシリウスを困らせている。シリウスへの害意には敏感で、シリウスが宥めなければ報復しようとするほど。
レウス・シルバリオン
適正属性：火属性
銀色の短髪に、狼の耳と尻尾を持つ銀狼族の男の子。エミリアの弟。天真爛漫で勘が鋭い、天然のフラグクラッシャー。
姉と共に魔物の襲撃から生き残るが、奴隷商人に捕まり奴隷にされた後は、その反抗的な態度に対する調教という名の体罰を受け、更には食事に混ぜられていた毒の所為でエミリアが喋れなくなったため人間不信に陥る。
姉弟共にシリウスに保護されても人間への不信は取れなかったが、母親のように優しいエリナやおいしい食事をくれるディーに対しては心を開いていた。対してシリウスに対してはエミリアやエリナたち従者が尊敬していることに対して良い気持ちを抱いてはおらず、度々反発する態度を取ってはノエルと同様のお叱りを受けていた。
ある晩、自分が銀狼族の間で禁忌とされる【呪い子】であることを自覚し、エミリアに迷惑を掛けないために屋敷を出るが、後を追ってきたシリウスに戦いの中で「掟なんかくだらない」と言うシリウスと「掟よりも家族と共に居たい」と願うエミリアの説得により本心を引き出され屋敷へ戻る。後日、【呪い子】の自分を受け入れるほどの大きな器を持っているシリウスを主と認め、エミリアと共にシリウスに永遠の忠誠を誓う。以後はシリウスを兄貴と呼び慕い、シリウスの隣を任せられる『相棒』になることを目標とし、日々の修練をこなし成長していく。
素手で戦う者が多い銀狼族の中では珍しく剣を使うのが得意で、一度見た技を見切ったり、教えられてもいないのに使うことができたりと剣の才能はあり、シリウスの紹介で会ったライオルから【剛破一刀流】を教えられる。
シリウスへの信頼が高く、シリウスの判断を疑わないという危うい部分もある。姉同様、シリウスへの害意には敏感で、度々シリウスに宥められている。
実力は高いが仲間の中でのカーストが低く、姉や姉貴分であるリースやフィアには頭が上がらない。
フェアリース・バルドフェルド
適正属性：水属性（精霊可視）
本作のヒロインの一人。通称はリース。少し癖っけのある長い青髪で、人を安心させる笑みを向けられる心優しい人族の女の子。水の精霊を見ることができ、攻撃魔法より回復魔法を得意としており、傷付いた人を見過ごせない心優しい性格から『青の聖女』と呼ばれている。見た目からは想像できないほどよく食べ、度々シリウスを驚愕させている。
母親であるローラと二人で暮らしていたが、ローラが病で他界してしまい一人になってしまう。しかしローラが他界する前に、国王であり父親であるカーディアスへ手紙を宛てており、手紙を読んだカーディアスの計らいによりエリュシオン王国へ迎えられ王族としての生活を始めるが、慣れない生活に次第に精神を擦り減らしていく。唯一心を許していたリーフェル姫の計らいで身分を隠してエリュシオン学校に入学し、そこでルームメイトになったエミリアと出会う。
学校ではグレゴリが担任するアイオーンクラスに所属しているが、火属性の初級魔法を使えないためにクラスメイトから馬鹿にされ、母親のことまで中傷してくることに心を痛めていた。落ち込んでいた所にエミリアにシリウスを紹介され精霊の扱い方の指南を受ける。後日、シリウスの働きかけでクラスの代表同士で競い合う『ドロー戦』をすることになり、不利な条件下でも正々堂々と戦い勝ったシリウスたちに憧れを抱き、シリウスの弟子になることを志願する。
ある日国王の命令である貴族と婚約させられ、望まぬ婚前儀式を受けさせられる。しかし、儀式を終えてしまえばシリウスたちとの楽しい日々には戻れないことを悟り涙する。そして本心を問うシリウスに攫われることを望み、シリウスに抱かれ空を駆ける中、幻想的な風景の中自分がシリウスに惚れることを自覚する。その後も同じ相手を好き合うエミリアとの関係も良好で、後に合流するフィアに対しても同じ相手を好きになった同士仲良くなりたいと思っている。
エミリアやリーフェル達や、そして合流して知り合ったフィアに背中を押されシリウスと結ばれ恋人となる。
シェミフィアー・アラミス
適正属性：風属性（精霊可視）
本作のヒロインの一人。通称はフィア（登場時の年齢は252歳で、人族換算だと18歳くらい）。
エルフの女性で、エメラルドグリーンに輝く長髪と瞳を持ち、プロポーションは大き過ぎず小さ過ぎないモデル体型の美人。エルフの中では珍しく好奇心旺盛な性格で、掟で里の外に出て旅をする際も、率先して里を旅立った。
シリウスが7歳の時に初めて訪れたアドロード大陸の森の中で暴漢に襲われていた所を救われることで出会い、子供とは思えない実力を見せられ、精霊が見える自分と同様に力を隠しているシリウスと秘密を共有することで友人となる。その後、空を飛ぶ訓練を受けていく中で急速に惹かれていき、別れる際にはシリウスが大人になった時に恋人ならぬ『愛人』予約をして10年後の再会を約束して別れる。
エルフの里でシリウスとの再会する日を心待ちにして過ごしていたが、数年後に強力な風魔法と綺麗な容姿を見初められ、エルダーエルフと見合いをさせられそうになってしまうが、エルダーの傲慢な態度に嫌気が差し、掟を破って里を抜け出してしまう。
その後、闘武祭が開かれるガラフの町でシリウスと再会し、想像以上の男に成長していたシリウスに対し正体を隠すこともなく抱き着く。そしてその晩、エミリアやリースと本音で語り合い、シリウスへの想いを認められ旅の仲間に加わる。
ホクト
適正属性：？
狼族の始祖として神のように崇められる存在。その威光は狼族だけではなく、獣人全般にも及び、その神々しいまでの姿に行く先々で崇められる。人間の言葉を完全に理解しており、その実力はシリウスが安心して背中を預けられるほど高い。とても空気が読める。
実はシリウスが転生前に拾った犬が転生した存在。転生前に命を救ってくれたシリウスに対して絶対の忠誠を誓っており、その行動理念は全てシリウスのためを思っている。
シリウスと再会してからは、馬車を引きつつシリウスの旅の共をしている。普段はレウスの訓練に付き合ったり、狩りをして食糧を調達したり万能過ぎるほどの働きを見せている。だがシリウスに対しては甘えたがりで、彼に撫でられることやブラッシングを楽しみにしている。

#### 家族・従者たち
ミリアリア・エルドランド
適正属性：？
シリウスの実母で愛称はアリア。見た目は綺麗な黒髪と優し気な笑みが特徴の深窓の令嬢だが、非常にアグレッシブで情に厚い性格の女性。生まれながらに病弱だが、それを感じさせないほどに明るい性格の持ち主。
エルドランド家の一人娘。路頭に迷っていたエリナやディーを従者としてスカウトし、奴隷となっていたノエルを即決で買い取るなど、直感で行動することが多いが人を見る目は確か。
その容姿をバルドミールに気に入られ、エルドランド家を没落させられてしまい、両親の保護と引き換えにバルドミールの妾となる。
その後一度バルドミールに抱かれるが、何の反応も示さない彼女に飽き、以降は手を出されなかったが、一度の行為でシリウスを身籠り、山奥の屋敷にエリナたち専属の従者と共に幽閉されてしまう。
エリナからは憎い男の子供等と怒るエリナに「生まれてくる子供に罪はない」「安全な環境で赤ん坊を育てられる」と言ってのけ大物っ振りをみせる。
しかし臨月が近付いた頃に体調が急変し、このまま出産すると命の危険があると言われるが、自らの命と引き換えにシリウスを産み落とし、病弱だったせいで狭い世界でしか動き回れなかった自分と違い、愛しい息子には何も縛られず自由に生きて欲しいと願いを込めシリウスをエリナに託しこの世を去る。
エリナ
適正属性：水属性
シリウスの従者で、背中まで伸びた銀髪を後頭部に束ねた人族の女性。
戦闘能力は皆無だが、従者としての腕前は達人クラスで、常に完璧で隙の無い身形で仕事をしている従者のリーダー的存在。優しく包容力があり、悪い事をすればしっかりと叱りつける、良き母親の見本とも言える女性。シリウス曰く、母性の塊。
貧しい家の生まれで、男受けする魅力的な女性だったためにとある貴族に売られてしまう。その後は先輩の従者から従者としての技術を叩き込まれ、貴族の夜の相手もこなしていたがある日病に侵されてしまう。回復後は病の後遺症により子供を産めない体になってしまい、更に病気の感染の危険からメイドを解雇されてしまい、失意のまま町を歩いている所を幼かったアリアに拾われ、アリアの専属従者となる。拾われた恩と剛毅な正確に惹かれアリアに忠誠を誓う。
その後、アリアを手籠めにするためにエルドランド家を没落させたバルドミールを心底恨んでおり、最初は憎い男の子供であるシリウスに対して複雑な思いを抱いていたが、シリウスが生まれると同時に命を落としたアリアの言葉を受け、無償の愛をシリウスに注ぎ母親のようにシリウスを育てる。
日に日に成長をするシリウスに対してもっとゆっくり成長してもいいとも思っており、従者として持ってはいけない母親としての気持ちで葛藤しながらも暖かく見守り続けている。
水魔病に侵され生命の危機に陥るが、シリウスが特効薬を作ることで救われ、自分に対して命令できるほどに成長し、他の従者にも生きる希望を与えているシリウスに今まで以上に従者として絶対の忠誠を誓う。
自分の寿命が尽きかけていることを察しており、自分の死よりも、自分の死後にシリウスを支え見守る者が居なくなることを危惧していた。その後、シリウスが保護したエミリアが彼に対して好意を持ちながら忠誠を誓ったことを機に、自分の後継として育てることを決意し、シリウスの完璧な従者としての技術を命尽きるまでに叩き込んだ。
最後の一日、シリウスから渡された『命削丸薬』を服用することで従者として、家族として満足する一日を送ることができ、その晩に命削丸薬の副作用で亡くなる前、シリウスに「母さん」と呼ばれ報われながら安らかに息を引き取る。
その後は死後の世界でアリアと再会し、アリアと共に愛息子のシリウスの成長を見守り続けている。
ノエル
適正属性：火属性
猫耳と尻尾を持つ猫獣人。赤髪をポニーテールにしている、天然で本能に忠実な女の子。褒めればすぐに調子に乗るノエルイズムの持ち主。
オーラムの生まれで多くの弟と妹に囲まれて育ったが、家が貧しくなったため、少しでも負担を減らそうとして出稼ぎに出るため旅立ったが、ある町で大人に騙されて奴隷にされてしまう。その後、偶然馬車から落ちたノエルを回収している所をアリアが乱入してノエルを提示した金額より金貨一枚多く叩き付けて買い取られる。
体と心の傷も癒え、何かと支えてくれるディーに惹かれて暮らしていたが、シリウスの出産によってアリアが他界したため、ひと月塞ぎ込んでしま。エリナとディーのお陰で立ち直り、シリウスの可愛さを目の当たりにしてからは「お姉ちゃん」として振る舞うが、いつも空回りしてはシリウスやエリナを呆れさせた。だが、その天性の前向きな性格は本人が知らない内に周りを救っている。
ディーマス
適正属性：？
感情表現が苦手で鋭い目つきをした元冒険者の男性。
相棒が怪我により冒険者を引退してしまい、このまま冒険者を続けるか、夢である料理人になるかを考えていたが、料理人になるにも伝手がないため諦めていた。
野営で料理をしていた所をアリアにスカウトされ、エルドランド家の料理人として雇われる。そのためアリアに対して多大な感謝をしている。
その後、アリアが買い取ったノエルと出会い、最初はその見た目から怯えられていたが、徐々にノエルとの仲を深め、彼女の心からの笑顔を見た瞬間恋に落ちる。
シリウスが生まれてからは、シリウスの成長を穏やかに見守っていたが、シリウスの作る未知の料理や技術を教わる内に、シリウスに対して尊敬と忠誠心を抱くようになる。
エリナの最後の言葉やシリウスの後押しを受け、ノエルに告白し結ばれてからは今までが嘘のようにイチャイチャし始める。
シリウスが学校に入学するためにエリュシオンに旅立ってからは、ノエルと共に彼女の故郷で料理店を開き、シリウスから教わった料理や技術で町の名物になる。
ノワール
適正属性：？
ノエルとディーの間に生まれた第一子の女の子。名付け親はシリウス。
好奇心旺盛で人見知りしない性格。
父親の料理が大好きだが、大好きな両親が敬愛しているシリウスに嫉妬を抱いており素直になれずにいた。
皆でピクニックに出掛けた際に、些細なすれ違いで逃げ出してしまった際、追ってきたレウスに説得され自分の行いを反省する。その際、魔物のダイアウルフの群れに襲われ、呪い子の姿で戦い守ってくれたレウスに惚れ、レウスの従者となることを決めた。
レウスの説得とその後のシリウスとの話し合いでわだかまりが解け、シリウスに対しても懐く（お気に入りはネコじゃらしで遊ぶこと）。

### メリフェスト大陸

#### エリュシオン王国
カーディアス・バルドフェルド
適正属性：
エリュシオン王国の国王でリースの父親。周囲に反対されたが背中を押してくれ弟に国を任せて冒険者として旅立ち、リースの母親であるローナと出会い恋に落ちる。しかし約束の10年が経ち、城に戻るかローナと添い遂げるかを悩んでいると、次はローナに背を押され城へ帰還する。その際、ローナは既にリースを身籠っていたがカーディアスはその事実を知らずに別れてしまう。城に戻ったカーディアスを待っていたのは、病に侵され衰弱した弟の姿であり、しばらくして崩御した弟の遺志を継ぎ国王の職務を引き継いだ。当然反対意見もあったが、元から国王としての才覚は持ち合わせていたため、すぐにその頭角を現し周囲を納得させた。
王を引き継ぐ時、弟の子供である3人を自分の養子として引き取り、自らは高名な貴族と結婚し、その間に長男を儲ける。
国王としての公務に追われ10年の月日が経ったある日、一通の手紙が届く。それはかつて別れたローナからの物であり、『娘をお願い』と一言書かれた手紙を読み、ローナの死と娘のリースの存在を知った。
しかしその事実を知らずにエリュシオンへ帰り、10年近くも二人を放置していた自分を許すことができず、周囲の意見を無視してリースを引き取る。だが、罪悪感は消えることはなく、娘に対してどう接すればいいのか苦悩する。そしてリースを王族の宿命に巻き込まないため、冷たく接していたが、リースからローナとリースの本心を告げられることで長年の呪縛から解き放たれリースに感謝し受け入れた。
その後は今までできなかった分リースのことを溺愛するようになる。リースがシリウスと結ばれる時は第六感でそれを察知し遠く離れたエリュシオン城で大いに取り乱したほど。
リーフェル・バルドフェルド
適正属性：
リースの従姉にあたる前国王の娘。誰もが目を引く美貌の持ち主（リースと違い慎ましやかな胸の持ち主）。
優れた指導力に周囲を引き付けるカリスマの持ち主。勘も異常に鋭く、周囲からは次期女王は確実と言われるほど。
前国王が崩御した際に、現国王であるカーディアスに養子として迎えられる。前国王は敬愛していたが、カーディアスに対してもよく喧嘩はするものの関係は良好。優秀な従者のセニアや幼馴染であり騎士であるメルトたち等、信頼できる者達も居る。
ある日カーディアスの娘であるリースが城に来た際、彼女の可愛さに一目惚れし、自分を姉と呼ばせる。いち早くリースの心を開かせ、その信頼は精霊が見えることを教えられるほど。
城の生活に精神を擦り減らしていくリースを気遣い、学校に通うことを勧める。その後、庭で乗馬中に落馬してしまい腕に怪我を負うが、それを機に体調を崩してしまい、何人もの医者や魔法士に診断を受けるが原因が掴めずにいた。毎日苦しむ姉の姿を見ていてもたってもいられなくなったリースがシリウスを紹介し、原因を判明し取り除くことで快調する。
以降はシリウスのことを度々スカウトしたり、リースと結ばれるよう仕向けたりと手を回すことが増える。シリウスが卒業試験でロードヴェルと戦った際、試合終了後に衆目の面前で『無属性』のシリウスをスカウトしたが、世界を見て回り見分を広めるよう言いつけることで彼の旅立ちを支援する。
近衛騎士のメルトとは幼馴染で恋人の関係。
セニア
適正属性：？
リーフェルの専属従者の兎の獣人。
見目麗しい容姿とエリナを彷彿とさせる慈愛に満ちた表情の持ち主。しかし一方でただの従者ではなく、鋭い目つきと身のこなしからは戦闘経験の豊富さが見て取れる。
リーフェルに忠誠を誓っており、彼女が心を許しているリースに対しても妹のように思っており、彼女たちに害を為すものに対しては冷酷になることができる。
メルト
適正属性：？
リーフェルの近衛騎士。忠誠心が高く融通が利かない性格。リーフェルとは幼馴染で恋人同士。
リーフェルが原因不明で床に伏せた際、近付く者に対して過剰なまでに反応してしまう。原因を突き止め快復させたシリウスのことは認めている。
リーフェルやセニアに頭が上がらず、結婚前から尻に敷かれる未来が容易に想像できてしまう。
ローラ
適正属性：？
元冒険者のリースの母親。
カーディアスと共に旅をする中で惹かれ合い結ばれリースを身籠る。カーディアスが城に戻る際に背中を押すが、その時には既にリースを身籠っており、カーディアスにはそのことは告げずに一人で出産した。その後は女で一人でリースを育てるが、子供を育てながら冒険者としては活動できないため暮らしは貧しかった。
父親が国王であることと、自分に何かあった際のためにリースへの教育は厳しくしていたが、親子関係は良好だった。
自分が病に倒れた際にカーディアスへ手紙を宛てており、自分の死後にリースを託し他界した。
ロードヴェル
適正属性：水・土・風属性（三重）
珍しい『トリプル』で400歳を超えるエルフの男性。甘いものに目がなく、シリウスが作るケーキに魅了されたケーキ中毒者1号。魔法に関する好奇心が異常なまでにあり、ライオルが剣術ならロードヴェルは魔法馬鹿。マグナの師匠。
エリュシオン学校の学校長を務めいているが、その職への執着は薄く、エリュシオン王族への義理から続けている状態。近年の学生の質の低下に嘆いており、引退も考えていた所にシリウスが入学し、一目でシリウスの才能を見抜き興味を持つ。普段は『ヴィル先生』として姿を変えて身分を隠しながら学校を見守っている。
迷宮でエミリアたちが【鮮血のドラゴン】に襲われた際には、報復として鮮血のドラゴンを全滅させたシリウスの本意を探り、危険な存在ならば排除することを考えたり、学校のことを大切にしている。
シリウスが入学してからは引退のことなど一切考えておらず、充実した5年間を過ごすことができた。
シリウスが卒業するにあたり、『無能』と称された『無色』であっても無限の可能性があることを在校生や教師陣に教えるために、卒業試験の課題としてロードヴェルとの真剣勝負を提示し、周囲を唖然とさせるほどの試合を見せつけ学校の意識を改革させることに成功した。
外見は子供であったシリウスに対して、その実力を認めるだけでなく、親友と思えるほど仲を深めた。
ライオルとは過去に因縁があり、犬猿の仲である。
マグナ
適正属性：土属性
ロードヴェルの弟子であり、シリウスが所属するカリオスクラスの担任である魔法士。ロードヴェルにも負けないほどの甘味好きで、師弟揃ってシリウスのケーキに魅了されるケーキ中毒者2号。
大らかで優しい性格で、ロードヴェルの無茶に振り回される苦労人。
土魔法を極めており、土魔法に限っては師であるロードヴェルに迫るほどの実力を持っている。
シリウスのことは魔法の技術、ケーキ制作の技術と様々な面で認めている。
マーク・ホルティア
適正属性：火属性
エリュシオンの貴族の次男。貴族だが傲慢な性格ではなく、礼儀正しく努力を怠らない真面目な性格の男性。
シリウスと同じカリオスクラスに所属しており、エミリアの完璧な佇まいから自分の従者に勧誘するが一蹴されてしまい、エミリアが仕えているシリウスに興味を抱く。自分の従者がシリウスに危害を与えようとしたことを知り怒り、従者をクビにした上でシリウスに謝罪し友人となる。
リースを賭けたドロー戦の戦いぶりを見て、またエミリアとレウスがシリウスの師事を受けていることから彼に魔法の指南を受け成長を実感する。
グレゴリ
適正属性：火・土属性（二重）
エリュシオンの貴族で学校の教師を務めている。傲慢で虚栄心が高い性格の男性。
アイオーンクラスの担任で、貴族を優遇して平民を冷遇する。亜人（獣人の蔑称）と無色（無能）を差別しており、エミリアとレウスが仕えているシリウスを特に蔑視している。
過去に父親を無色と獣人に殺されたことで差別するようになったとのことだが、実際は父親が奴隷にしていた無色と獣人たちに耐えがたい扱いをしており、命と引き換えに反乱を起こした奴隷たちに殺されてしまったが、奴隷に反乱されたことなど貴族の沽券に関わるため、奴隷の反乱という真実は隠蔽された。
革命の一端として、殺人鬼集団【鮮血のドラゴン】をエリュシオンに招き入れ、そのことで弟子の命に危機が迫ったことでシリウスの逆鱗に触れる。

#### ガルガン商会
ガッド
適正属性：？
ガルガン商会の長を務めている元冒険者の男性。
冒険者を引退する前はディーの相棒となって各地の遺跡などを探索していたが、ある冒険で途中で左目と左腕に大きな傷を負い、その傷が原因で冒険者家業を引退した。
ディーがアリアに仕えてから、買い出しに寄った町で再会し、それ以降は元相棒のよしみから色々と融通を利かせてくれている。
ディーからシリウスのことを色々と聞かされており、相棒が世話になった主人ということで感謝しており、『旦那』と呼んで敬っている。だが、シリウスの発案する魔道具や料理のレシピなど様々な商品のアイデアを提供され、建前だけでなく心から尊敬するようになる。
ザック
適正属性：？
ガッドの弟分で、ガルガン商会エリュシオン支店の代表。ガッドと似ており、目や腕の傷がなく見た目10歳若くした感じ。独特な口調をしており、語尾に「〜っす」と付けている。
ガッドの紹介でシリウスたちと出会い、エリュシオンまでの道程を馬車で送るが、道中護衛に雇っていた冒険者の裏切りと盗賊の襲撃に遭いシリウスと弟子たちに助けられる。
義理堅い性格で、出会ったばかりの子供であるにも関わらず、人質となったエミリアの無事を第一に考えたり、戦闘能力が低いにも拘らず、盗賊の襲撃に対してシリウスを庇ったりしていた。
年齢や身分には拘らず、尊敬する人物に対してはその好意を隠さない。
クリスフィート
適正属性：？
短めの赤髪碧眼の男の子。子供っぽさが少し目立つが、誠実で真っ直ぐな少年。
奴隷となっていた所をガッドに救われ、弟子としてガルガン商会で働いている。若いが優秀で、将来有望とガッドに言わせるほど。
学校を卒業したシリウスたちがオーラムのノエルたちの元へ向かう時にガッドの紹介で出会う。旅の道中シリウスたちの修行を身近で見て、オーラムまでの短い間にシリウスに師事を受け、シリウスを「先生」と呼び慕う。
その後、ガルガン商会がアドロード大陸に進出するにあたって、ガッドの付き添いでアドロード大陸に渡ったが、港町でアシェリーと出会い、追い詰められていた彼女を助けるためにガッドの下を離れ、アシェリーの護衛としてフォニアに向かう。しかし、フォニアの周辺でアシェリーを追う追手に追い詰められてしまい、偶然通りがかったシリウスたちと再会し助けられる。
フォニアでの一件を機に、アシェリーを守る聖騎士としての修行を行うことになり、表の敵でなく裏の敵からも彼女を守ることを再び誓う。

#### オーラム
ステラ
適正属性：？
ノエルの母親。短い茶髪に一般女性よりガタイの良い体格の猫族の女性。
言動は荒いが、すっきりした物言いをし不快感を感じさせない人。シリウス曰く「肝っ玉母さん」か「姉御」と呼びたくなる人物。
7人の子供がおり、オーラムの土木関係で働く力仕事をメインとするガテン系である。
夫に先立たれてしまい、一人で多くの子供を養っていたが、仕事がうまくいかずに生活に困っていた時期があった。それが数年続き、満足に食べられない日々が続いたある日、ノエルは食い扶持を少しでも減らすために突然家を出たらしい。
後日、ノエルが奴隷として捕まってしまったが、アリアに救われたこと。そして数年ぶりに帰ってきたら結婚して旦那を連れ帰ってきたことに呆れつつもその無事と幸せを祝福した。
シリウスに対しては、娘を救ってくれた人の遺児として、そして娘を育て鍛えてくれた恩人として感謝している。
アラド
適正属性：？
ノエルの弟の猫族の青年。
エリナ食堂のコックとして、ディーの師事を受け修行をしている。
密かに町の娘と付き合っているらしい。
ノキア
適正属性：？
ノエルの妹の猫族の少女。
エリナ食堂でウエイトレスとして働いている。
活発な性格で、ノエルが連れ帰ったディーに対して憧れを抱いていたが、あまりのバカップル振りを見て諦めたらしい。
それ以来は、自分にとって理想の男性を追い求めてしまうようになり、そのため良い人はまだ見つかっていない様子。

#### 貴族・その他
バルドミール・ドリアヌス
適正属性：？
シリウスの実父。アリアの容姿を気に入り、エルドランド家を没落させ両親の保護と引き換えにアリアを手籠めにする。
傲慢な性格で、シリウスのことを正妻が生んだ長男の代用品としか見ていない。無能。
カリオス・ドリアヌス
適正属性：？
バルドミールの長男。親に負けず劣らずの傲慢な性格の持ち主で異母兄弟であるシリウスも下に見ている。
ドリアヌス家が没落寸前まで陥っていた際に発明した魔法具によって首の皮一枚繋がり、そのことも相まって傲慢な性格に拍車が掛かる。
父親と同じく、無能。

### アドロード大陸
ライオル
適正属性：？
剛破一刀流の開祖であり、強くなることに貪欲な戦闘狂。
強さを求め己を鍛え続け、いつしか周りから『剛剣』の二つ名で知られる世界最強の剣士。盗賊を狩りまくり金を稼ぎ、いくつもの盗賊団を壊滅させたことから『盗賊狩り』の異名も持つ。
しかしいつの頃からか、挑んでくる挑戦者の弱さに失望し、以前は燃えるように湧き上がっていた戦闘衝動がなくなってしまっていた。その時思いついたのが、「弟子を育て上げて強くし、自分と戦って貰う」という方法だった。しかし集まる者は欲に塗れた貴族ばかりであり、見込みのある者も貴族の権力で排除されてしまった。そして、弟子は集まるのを待つのではなく探すものであると気付き、自分の理想である「強さに貪欲で、自分を本気で倒そうと剣を振り続けるような者」を探すようになる。そしてそんな弟子を見つけ、一日毎に強くなることに楽しみを覚えていたが、ある貴族の所為で弟子を失い、貴族に報復した後は失意のまま人里を離れた山奥に引き籠ってしまうことになる。
その後、シリウスと出会い弟子を守り切れなかったことと貴族への報復が生温いと説教され、その挑発に乗って手合わせをすることになったが、訛った体では対応できない一撃を貰い目が覚めた。そして待ち焦がれていた強者との出会いを感謝しつつも、全力を出し切れないことを後悔する。激しい手合わせの上、遂に負けを喫するが、全盛期の力を取り戻した上で再び本気の戦闘を行うことを約束し無二の親友となる。
シリウスが弟子にしたレウスのことを気に入り、『剛破一刀流』を教える。その後、レウスが世話になっているため挨拶に来たエミリアに一目惚れし、血は繋がっていないものの孫として溺愛するようになり、レウスはシリウスとエミリアのおまけと呼ばれるようになる。
シリウスが学校に入学する前に、全盛期近くまで力を取り戻した状態でシリウスと本気の殺し合いをしたが、紙一重の差でシリウスに敗れる。その後はシリウスが学校に通っている間に再び己を鍛えるため、目標となってくれたシリウスに勝つために武者修行の旅に出る。
武者修行の旅の中では自分のことを「イッキトウセン」と名乗っている。闘武祭に3年連続で出場した時は、
1年目：優勝したが相手が弱く、『剛剣ライオル』の名を名乗ることで来年に期待。
2年目：去年よりは少し強くなったから、また来年に期待。
3年目：去年と同じ。毎年ここまで来るのが面倒（つまり飽きた）になった。
それ以降も各地で大暴れしつつ、シリウスが卒業後は彼の足取りを追いながら大暴れしている。

#### 銀狼族の集落
ガーヴ・シルバリオン
適正属性：？
フェリオスの父であり、エミリアとレウスの祖父。融通の利かない性格。
フェリオスが生まれた時に妻を失い、里の仲間の助けを借りつつ男で一人でフェリオスを育てる。
フェリオスがローナと結婚することを、彼女への負い目から、責任を取るために結婚しようとしていると思い込み反対する。そのことが原因で喧嘩別れしてしまい、数年後にフェリオスたちの暮らす集落が魔物の群れの襲撃で壊滅したことを知り後悔をする。
その後、度々壊滅した集落へ仲間を弔うために出向いたが、その度に魔物に阻まれて集落にたどり着けずにおり、家族を弔うことすらできない自分の不甲斐なさに焦りと苛立ちを覚えている。
その後、孫であるエミリアとレウスが生き延びていることを再会と共に知るが、孫の両親を弔うことができていないため祖父と呼ばれる資格はないと考えており、素直になることができず厳しく接してしまうが、本心からは生き延びていてくれたことに嬉しく思っており、言葉の端々に気持ちが溢れてしまっている。
シリウスの実力を一目で見抜くほどの腕の持ち主で、シリウスと戦い負けを喫するが、シリウスたちの目的が壊滅した集落に向かうと聞き共に付いて行くことを決める。
到着した集落で息子の敵であるダイナローディアと邂逅し、エミリア、レウスと力を合わせて戦い敵を取る。その後は、今まで抑えていた孫への愛情が溢れデレデレになるが、先の戦いの際にレウスが呪い子であることを知り少なからず葛藤をしていたが、シリウスの覚悟を聞き決心がつき、呪い子への考えを改めレウスを受け入れる。
集落に戻ってからは、再び現れてしまった呪い子を掟に従わずに自分が預かることを決め、その母親と再婚する。
フェリオス・シルバリオン
適正属性：？
エミリアとレウスの父親にして集落の族長。
ガーヴの息子で、父親譲りの融通の利かない頑固な一面を持っている。
奴隷商人に捕まっているローナと彼女の妹を救うために戦うが、二人を盾にした奴隷商人が発動した隷属の首輪による苦痛で妹が息絶え、守り切ることができなかったことに対して後悔と自責の念に駆られる。その後、生き残ったローナを周囲の反対を押し切って引き取り、互いの傷を舐め合うように寄り添っていた二人だが、その心の傷は次第に癒え、恋心へと変わり互いに愛し合うようになっていた。
その後、結婚することをガーヴに伝えたが、負い目から責任を取るために結婚しようとしていると思い込み反対され、喧嘩別れで別の集落へ移り、新しい集落では族長となる。
暫くしてローナとの間にエミリアとレウスを設け、二人も成長したある日、かつての友に宛てた手紙に、そろそろガーヴを許そうとしていることを考えている旨を書いていた。
しかしある日、魔物の群れが集落を襲い、魔物を引き寄せていたダイナローディアに立ち向かうが、家族を守りながら戦ったためその相性の悪さも相まってエミリアの目の前で殺されてしまう。
ローナ・シルバリオン
適正属性：？
エミリアとレウスの母親。
妹と奴隷商人に捕まっている所をフェリオスに救われるが、その際に妹を失ってしまう。その後、フェリオスの集落に保護されるが、フェリオスがローナを引き取ると譲らないため問題となる。
その後は、共に同じ傷を舐め合う様に寄り添って暮らしていたが、次第に心の傷は癒え、互いに異性として惹かれ合っていく。だが、二人の仲を認めようとしないガーヴとフェリオスが喧嘩別れしてしまい、フェリオスに付いて行く形で別の集落に移り住み結ばれる。暫くしてエミリアとレウスを産み家族で幸せに暮らしていた。
ある日、魔物の群れに集落を襲われ、その際にエミリアとレウスを逃がすため、魔物の群れに突っ込み、己の命と引き換えに二人の活路を開くことに成功する。

#### ガラフ
ジキル
適正属性：？
ライオルを一回り小さくした外見の気さくな性格をした中年の男性。
闘武祭で剛剣ライオルと戦ったことがある。遺跡で見つけた魔剣を使っている。
現在はジークの護衛として雇われている。
ベイオルフ
適正属性：？
剣聖の息子。細身ではあるが、筋肉が凝縮されており鍛え抜かれた体を持っている。
強さを求めて旅をしており、路銀稼ぎにジークの護衛をしていたが、闘武祭に参加するためにガラフに立ち寄る。
強さに対して貪欲で誠実。手を抜いて戦っていたシリウスに嫌悪感を抱いていたが、戦いを通してシリウスの本質を知り尊敬をする。
自分と母親を放置して剛剣に挑み、勝手に死んだ父を恨んでいたが、ライオルから伝え聞いた話をシリウスから聞き、長年のわだかまりが解消される。
闘武祭が終わった後は、ライオル本人に会うため旅をすることを決め、再び会った時はシリウスの弟子になりたいことを伝え別れる。
基本巻き込まれ・苦労人気質で、ライオルと遭遇してからはその性質に拍車がかかる。
ジーク
適正属性：？
ミラ教を崇拝する貴族の男。
情熱的、ではなく都合のいいように聞こえてしまう難儀な耳をしている。
ある街で偶然フィアの正体を知り一目惚れする。ガラフで偶然再会したが、一緒にいたシリウスに対して無理矢理フィアを手籠めにしようとしていると都合のいい解釈をしてフィアを賭けて闘武祭で賭けを行う。
性格は難儀だが、悪い人間という訳ではなく。賭けに負けたことでフィアを諦める。

#### フォニア
アシェリー・ミラ・ローデンハイド
適正属性：？
ミラ教の聖女を務める少女。
争いを望まず、心優しい性格。青い髪をツインテールにしている。
ドルガーの策略により、ミラ教の背教者の烙印を押され、ミラ教の暗部に追われることになってしまう。逃げ延びた港町でクリスと出会い、彼の助力を得て再びフォニアを目指す。しかし、途中で追手に追い詰められ絶体絶命の所をシリウス達に救われる。
自らを陥れたドルガーではあるが、彼に対して恨みはもっておらず、ただ女神の教えを歪めていることに対して心を痛めている。
自分を助けてくれたクリスに好意を抱いており、同時に自分の所為で恩人であるガッドと別れさせてしまったことを後ろめたく思っている。
教皇
適正属性：？
ミラ教の教皇の男性。
枢機卿
適正属性：？
ミラ教の枢機卿の女性。教皇の妻。
ドルガー
適正属性：？
ミラ教の大司教。
ヴェイグ
適正属性：火属性（精霊可視）
幼少期にドルガーに拾われ育てられたミラ教の聖騎士。
精霊を操ることができ、更にはドルガーに人は脅せば何だって言うことを聞く存在だと言われて育ったため、精霊のことを道具としてしか思っていない傲慢な性格の男。
ドルガーがミラ教を牛耳ると、背教者を精霊魔法で無慈悲に処刑したり好き放題に振る舞っていた。
自分の炎を消したリースに興味を抱き、エミリア達を人質にリースを攫うが、その晩シリウスの不意打ちの前に倒れ伏せリースを奪い返されると同時に決闘を申し込まれる。
翌日1対1でシリウスと戦うが、シリウスの圧倒的な魔法の前に精霊魔法とプライドを打ち砕かれ、後を追ってきたミラ教の兵隊を犠牲に逃げ延びるが、追撃してきたシリウスによって後悔と絶望を抱いたまま致命傷を与えられ、生きたまま穴に埋められ死亡する。
炎狼
適正属性：火属性？
全身が炎で形成されている狼。ホクトと同レベルの力を持っており、炎の力を取り込むことで致命傷すらすぐに再生してしまう。人語を理解、話すことができる。
火の精霊を操るドルガーとは力を供給して貰う代わりに付き従っている。
ホクトと一騎討ちをするが、ホクトの膨大な魔力の下に回復力を上回る攻撃を受け、核だけの状態にされてしまい、核を砕かれ死亡する。

#### パラード：ロマニオ
アルベルト・パラード・フォクス
適正属性：？
狐尾族の青年。バラード領主の次男。綺麗な赤みがかった金色の長髪を首の後ろで束ねており、非常に整った顔だちをした男。
パメラとは家が決めた許嫁同士。政略結婚のような扱いだったが、本人達は許嫁とは関係なく愛し合っていたので特に不満はなかった。領土の問題である貴族からガラフで行われた闘武祭で「コン」としてレウスと戦った。
マリーナ・パラード・フォクス
適正属性：火属性
アルベルトの妹。尻尾が三本あることを気にしている。
パメラ
適正属性：？
アルベルトの許嫁。
ウェイン
適正属性：？
パメラの兄。

#### エルフの里
聖樹
適正属性：？
エルフにとって神的存在。前世のシリウスの師匠だった。基本的に非常に自由な人。
アーシャ
適正属性：？
フィアを「お姉さま」と呼び慕うエルフの少女。
エルダーエルフ
適正属性：？
聖樹が生み出すエルフの上位種のような存在。

フィアの父親
適正属性：？

### ヒュプネ大陸

#### アービトレイ
アイゼン・ディアルス
適正属性：？
虎族　獣王
重度の親バカで、メアリーのことを第一に行動している。
イザベラ・ディアルス
適正属性：？
虎族　獣王妃
極度の親バカ。メアリーを甘やかしたいが、甘やかし方がわからず苦労していた
キース・ディアルス
適正属性：？
虎族　王子
極度のシスコン。
メアリー・ディアルス
適正属性：？
虎族　王女
マグダッド
適正属性：？
メアリーの教育係。

グレーテ
適正属性：？
リスの獣人　
メアリーの護衛。
カレン
適正属性：無
有翼人
ベルフォード
適正属性：？

## モンスター
ゴブリン
雑食で人も食べるが、女性に関しては繁殖するため犯して子供を産ませるため、別名で女の敵と呼ばれている魔物。
一人でゴブリンを倒すことができれば駆け出し冒険者と言われるようになる。
ギーグベア
アドロード大陸の森の中に生息する、鼻が大きく腕が4本もあるクマのような魔物
ジュエルタートル
体が岩や特殊な鉱石で構成されており、全身が鋼鉄以上の硬さをする亀の姿をした魔物。
並の武器や魔法は通じず、巨体も相まって手強い魔物として知られている。
甲羅にある宝石は高値で取引されることから、一攫千金を求めて挑む冒険者が後を絶たないが、その防御力に為す術もなく返り討ちにあうことが多い。
ハングリデヴィア
成人男性ほどの大きさの全身が赤い猿の魔物。雑食で馬や人間も襲って捕食する。

## 世界
メリフェスト大陸
人族が大半を占めている大陸。
エリュシオン王国には学校があり、大陸全土に渡ってガルガン商会が顔を利かせている。
貴族の選民意識が強く、中には亜人を差別する者も居る。
アドロード大陸
大陸のあちこちに広大な森が存在する大陸。
人口比率は獣人が多く、多種多様の種族が暮らしている。
森には銀狼族などの集落もあり、慣れていない者が森に入ると迷ってしまう。
聖樹の加護下にある森にはエルフが住んでおり、他種族の森への侵入を監視している。
ヒュプネ大陸
世界で一番大きな大陸で、地域によって寒暖の差が激しく、他の大陸に比べて少し厳しい大陸と言われている。
それ故に独自の集落や国も転々と存在しており、多種多様の種族も存在する。

## 用語
エージェント

魔法

冒険者

獣人
見た目は人間だが、獣耳や尻尾などが生えており、種族毎に色々な特性がある。
エルフ
長寿の種族で警戒心が強く、故郷の森からほとんど出てこない。
一定の年齢になると外の世界を旅する掟があり、10年経つと森に戻らなければならない。というのも、聖樹の加護の届く範囲から出てしまうと徐々に衰弱し、森から出て10年ほど経つと衰弱死してしまうため、その前に加護の下に戻り、10年を里で過ごさなければ再び外に出ることはできない。
エルダーエルフ
エルフが住む里よりも奥の森の中、神樹を守る神樹から直接生み出された存在。
強力な魔力を持ち、エルフが束になっても叶わない力を持っている。
感情の起伏は少ないが、極稀に感情豊かな個体が生まれることがある。
銀狼族
同種族の絆がとても強く、仲間や家族を何より大切にする種族。一度結婚すれば別れることはなく必ず添い遂げると言われている。
かつて仲間をとある国の王族に攫われた際に、仲間を取り戻そうと百にも満たない数で国を相手に戦闘し、甚大な被害をもたらした。その結果、被害の大きさに国は弱体化し、戦闘の切っ掛けとなった王族の悪事を晒され、最終的にその国は滅んだ。そのため、銀狼族を無理矢理攫うのは禁忌とされており、連れ歩く場合は絆を結んだ上で家族からも認められなければならない。
【銀月の誓い】を行うことで相手に命尽きるまで付き従うことを、永遠の忠誠を満月に誓う習慣がある。
呪い子
銀狼族の中で忌み子として忌避されている存在。
全身が狼の姿に変わり、身体能力が上がる他に興奮状態にもなり、好戦的になってしまう。
かつて呪い子となった者が同族のみならず他種族も多く手にかけたことがあったため、呪い子として変身した者は殺す掟ができてしまう。
エリュシオン学校
エリュシオン王国に存在する魔法を学ぶ学校。
9歳から入学資格が与えられる。高額の入学金が必要なため、魔法が使えても学校に通うことができない者も多数居る。
教育課程は5年間で、入学から2年は共学で勉強し、3年目からは各人が希望する専門分野を学ぶようになる。また、2年目から迷宮区が解放され、パーティを組んで迷宮に挑み、最初に攻略した者には特殊なマントが贈呈される。
卒業前に卒業課題が課せられ、課題を達成すると卒業資格が与えられる。卒業式の際には、各分野毎に最優秀生徒を発表し、表彰者には特別なマントが授与される。

## 魔法一覧
| 属性   | 魔法名           | 効果 |
| ------ | ---------------- | --- |
| 無属性 | 衝撃             | 魔力の塊を放ち、的を揺らす程度の衝撃を与える魔法 シリウスの場合は任意の威力で放つことが可能。 |
| 無属性 | ストリング       | 魔力の糸を伸ばすことができる魔法。強度は脆い。 シリウスの場合は糸の強度、太さも変換可能の万能魔法。 |
| 無属性 | マグナム         | シリウスが開発したインパクトのバリエーション。 先端を尖らせライフル回転させた魔力の弾丸を放つ。直進性や威力が高められており、発射音も反動もほぼ無い。 着弾した弾丸から衝撃波を放つことも可能。任意のタイミングで衝撃波を放つことも可能。 |
| 無属性 | ランチャー       | シリウスが開発したインパクトのバリエーション。 魔力の塊を放ち、着弾時に爆発の代わりに魔力の衝撃を拡散させる。 |
| 無属性 | 散弾銃           | シリウスが開発したインパクトのバリエーション。 細かいインパクトの弾を無数に放つ魔法。射程が短い代わりに面で攻撃する。 |
| 無属性 | ブースト         | 身体能力を上げる補助系の魔法。 |
| 無属性 | エアステップ     | 魔力の足場を作り、ブーストで上げた身体能力を用いて空中を自由に走ることができる。 |
| 無属性 | サーチ           | 自分の魔力を周囲に放ち、対象を感知することができる魔法。 |
| 無属性 | スキャン         | サーチの応用。対象の構造を精密に理解することができる魔法。 人体に使うことでレントゲンのように調べることができる。 |
| 無属性 | 再生活性         | 自分の魔力を対象に流し、対象の自然治癒力を高める魔法。 傷痕の組織を分解し消し去ることが可能。 |
| 無属性 | アンチマテリアル | シリウスが開発したインパクトのバリエーション。 対物ライフルをイメージしており、他属性の上級魔法に匹敵する最高威力の破壊力を持つ。 |
| 無属性 | スナイプ         | シリウスが開発したインパクトのバリエーション。 マグナムの発展魔法で、超遠距離狙撃用。 |
| 無属性 | 蜃気楼           | ベイオルフが使っていた『陽炎』とマリーナの幻術をアレンジした魔法。 魔力の残滓を用いて発動者の姿をぼやけて見せる魔法。 |
| 無属性 | スタン           | 魔力を相手に流し、スタンガンのような効果を与える魔法。 |
| 風属性 | ウィンド         | 風を吹かす初級魔法。 |
| 風属性 | 風玉             | 風の玉を対象に放つ初級魔法。 |
| 風属性 | 風斬             | 風の刃で対象を切り裂く中級魔法。 |
| 風属性 | テンペスト       | 竜巻を起こす風の上級魔法 |
| 風属性 | 風衝撃           | インパクトを風魔法で再現したエミリアのオリジナル魔法。 |
| 風属性 | 風散弾銃         | ショットガンを風魔法で再現したエミリアのオリジナル魔法。 |
| 風属性 | 抜刀・風刃       | シリウスが提唱した刀を使った居合いをイメージして開発した魔法。 圧縮した風の刃を手元に留め、切断力は非常に高いが射程が短い。 |
| 火属性 | フレイム         | 火の玉を出す初級魔法。 |
| 火属性 | 火槍             | 炎の槍を生成して対象に飛ばす中級魔法。 |
| 火属性 | 炎拳             | 拳に炎を纏い、対象を殴りつける近接魔法。 |
| 水属性 | アクア           | 水の玉を生み出す初級魔法。 |
| 水属性 | 水玉             | 水の弾を対象に放つ初級魔法。 |
| 水属性 | 水刃             | 水の刃で対象を切り裂く魔法。 |
| 水属性 | 水霧             | 霧を発生させる魔法。 |
| 水属性 | 水柱             | 水の柱を足元から放ち、対象を持ち上げることが可能。 |
| 水属性 | 水壁             | 水の壁を生み出す防御魔法。 |
| 水属性 | アクアヒール     | 水に癒しの力を込め、対象の治癒力を高めることができる。 |
| 土属性 | アース           | 指定した土を変動させる初級魔法。 |
| 土属性 | 岩弾             | 岩の塊を対象に飛ばす初級魔法。 |
| 土属性 | ロック・ゴーレム | 岩のゴーレムを作り出し、操ることができる中級魔法。 |

## 既刊一覧

### 小説
| 巻数 | タイトル                                             | 初版第一刷発行日（発売日） | ISBN              |
| ---- | ---------------------------------------------------- | -------------------------- | ----------------- |
| 1    | ワールド・ティーチャー -異世界式教育エージェント- 1  | 2015年9月25日（同日）      | 978-4-86554-060-4 |
| 2    | ワールド・ティーチャー -異世界式教育エージェント- 2  | 2016年2月25日（同日）      | 978-4-86554-103-8 |
| 3    | ワールド・ティーチャー -異世界式教育エージェント- 3  | 2016年5月25日（同日）      | 978-4-86554-130-4 |
| 4    | ワールド・ティーチャー -異世界式教育エージェント- 4  | 2016年9月25日（同日）      | 978-4-86554-156-4 |
| 5    | ワールド・ティーチャー -異世界式教育エージェント- 5  | 2017年3月25日（同日）      | 978-4-86554-200-4 |
| 6    | ワールド・ティーチャー -異世界式教育エージェント- 6  | 2017年7月25日（同日）      | 978-4-86554-233-2 |
| 7    | ワールド・ティーチャー -異世界式教育エージェント- 7  | 2017年11月25日（同日）     | 978-4-86554-281-3 |
| 8    | ワールド・ティーチャー -異世界式教育エージェント- 8  | 2018年5月25日（同日）      | 978-4-86554-348-3 |
| 9    | ワールド・ティーチャー -異世界式教育エージェント- 9  | 2018年9月25日（同日）      | 978-4-86554-395-7 |
| 10   | ワールド・ティーチャー -異世界式教育エージェント- 10 | 2019年1月25日（同日）      | 978-4-86554-440-4 |
| 11   | ワールド・ティーチャー -異世界式教育エージェント- 11 | 2019年7月25日（同日）      | 978-4-86554-523-4 |
| 12   | ワールド・ティーチャー -異世界式教育エージェント- 12 | 2020年1月25日（同日）      | 978-4-86554-601-9 |
| 13   | ワールド・ティーチャー -異世界式教育エージェント- 13 | 2020年7月25日（同日）      | 978-4-86554-699-6 |
| 14   | ワールド・ティーチャー -異世界式教育エージェント- 14 | 2021年1月25日（同日）      | 978-4-86554-805-1 |
| 15   | ワールド・ティーチャー -異世界式教育エージェント- 15 | 2021年9月25日（同日）      | 978-4-86554-978-2 |
| 16   | ワールド・ティーチャー -異世界式教育エージェント- 16 | 2022年9月25日（同日）      | 978-4-8240-0293-8 |

### 漫画
| 巻数 | タイトル                                           | 発売日         | ISBN              |
| ---- | -------------------------------------------------- | -------------- | ----------------- |
| 1    | ワールド・ティーチャー 異世界式教育エージェント 1  | 2017年3月25日  | 978-4-86554-206-6 |
| 2    | ワールド・ティーチャー 異世界式教育エージェント 2  | 2017年11月25日 | 978-4-86554-286-8 |
| 3    | ワールド・ティーチャー 異世界式教育エージェント 3  | 2018年5月25日  | 978-4-86554-357-5 |
| 4    | ワールド・ティーチャー 異世界式教育エージェント 4  | 2019年1月25日  | 978-4-86554-446-6 |
| 5    | ワールド・ティーチャー 異世界式教育エージェント 5  | 2019年7月25日  | 978-4-86554-530-2 |
| 6    | ワールド・ティーチャー 異世界式教育エージェント 6  | 2020年1月25日  | 978-4-86554-608-8 |
| 7    | ワールド・ティーチャー 異世界式教育エージェント 7  | 2020年7月25日  | 978-4-86554-711-5 |
| 8    | ワールド・ティーチャー 異世界式教育エージェント 8  | 2021年1月25日  | 978-4-86554-838-9 |
| 9    | ワールド・ティーチャー 異世界式教育エージェント 9  | 2021年8月25日  | 978-4-86554-992-8 |
| 10   | ワールド・ティーチャー 異世界式教育エージェント 10 | 2022年3月25日  | 978-4-82400-142-9 |
| 11   | ワールド・ティーチャー 異世界式教育エージェント 11 | 2022年9月25日  | 978-4-8240-0300-3 |
| 12   | ワールド・ティーチャー 異世界式教育エージェント 12 | 2023年3月25日  | 978-4-8240-0454-3 |
| 13   | ワールド・ティーチャー 異世界式教育エージェント 13 | 2023年10月25日 | 978-4-8240-0622-6 |
| 14   | ワールド・ティーチャー 異世界式教育エージェント 14 | 2024年5月25日  | 978-4-8240-0782-7 |
| 15   | ワールド・ティーチャー 異世界式教育エージェント 15 | 2025年2月25日  | 978-4-8240-1101-5 |